# شيكل إسرائيلي قديم
الشيكل (بالعبرية: שֶׁקֶל)، هو العملة السابقة لدولة إسرائيل بين الأعوام 1980 و1985. كان قبله الليرة الإسرائيلية، وجاء بعده الشيكل الجديد (المتداول اليوم). لم يدم طويلًا بسبب التضخم المفرط. كان ينقسم الشيكل إلى 100 أغورة جديدة (بالعبرية: אגורה חדשה). وكان يشار إلى الشيكل بالرمز .

## خلفية
قبل قيام دولة إسرائيل كان الجنيه الفلسطيني هو العملة القانونية في فلسطين خلال فترة الانتداب البريطاني، وقد بدأ التداول به عام 1927، وكانت قيمته تعادل جنيهًا إسترلينيًا واحدًا. بعد قيام إسرائيل بدأ بنك أنجلو فلسطين بطباعة الأوراق النقدية من الجنيه الفلسطيني مع تغيير التصميم والاسم العبري من الباوند الفلسطيني (بالعبرية: פונט פלשתינאי) إلى ليرة أرض إسرائيل (بالعبرية: לירה ארץ ישראלית). كما تغير اسم المل (بالإنجليزية: Mil)، الوحدة الأصغر التي تعادل جزءًا من الألف من الجنيه والمشتقة من اللاتينية، ليصبح الاسم العبري بروطة (بالعبرية: פרוטה). في عام 1952 انتقلت جميع أنشطة بنك أنجلو فلسطين إلى بنك لئومي ليسرائيل واستبدلت العملة بالليرة الإسرائيلية. في عام 1954 تأسس بنك إسرائيل، ومنذ ذلك الحين تولى مسؤولية إصدار العملة. في عام 1960 اُستبدلت كل عشرة بروطات بأغورة واحدة.
كلمة ليرة مشتقة في الأصل من "ليبرا"، وهي اسم آخر لوحدة الوزن باوند. ولذلك خلال فترة الستينيات تكررت المطالبات بشأن تغيير الاسم الأجنبي للعملة الإسرائيلية. طالب البعض بضرورة أن يكون للعملة الرسمية اسماً عبرياً، واقتُرح اسم "شيكل". في الرابع من يونيو عام 1969، أقر الكنيست قانونًا ينصّ على أن اسم العملة الإسرائيلية هو شيكل. ومع ذلك، لم يكن لهذا القانون أي تأثير عملي، إذ نصّ على أن التغيير الفعلي للاسم يتم بناءً على قرار وزير المالية في الوقت الذي يراه مناسبًا.

## الانتقال من الليرة إلى الشيكل
في نوفمبر 1977 أوصى محافظ بنك إسرائيل أرنون غافني بتطبيق قانون عام 1969 وإصدار عملة جديدة تسمى "شيكل". في مايو 1978 وافق رئيس الوزراء مناحم بيغن ووزير المالية سمحا إيرليخ على توصية المحافظ. وظل قرار تغيير العملة سريًا حتى تاريخ التغيير الفعلي في 22 فبراير 1980. وبسبب التضخم المفرط انخفضت قيمة الليرة (التي كانت قيمتها يوم إلغائها حوالي 40 ليرة مقابل دولار أمريكي واحد)، ولذلك تقرر أن تكون قيمة الشيكل الواحد تعادل 10 ليرات. ومع تغيير وزير المالية، أعلن يغئيل هورفيتس، الوزير الجديد، عن هذا التغيير الذي تم بموجب قانون عملة الشيكل لعام 1980.
استغرق استبدال جميع العملات الورقية والمعدنية المتداولة عدة أشهر. بسبب السرية، لم يتم تصميم أوراق نقدية جديدة للشيكل، بل احتفظت الأوراق النقدية بالتصميم القديم مع تغيير القيم فقط، وذلك بحذف صفر واحد من قيم الليرات. وقد تبين أن هذا الإجراء المبسّط كان إيجابيًا، إذ سهل على الجمهور التكيف مع العملة الجديدة. وكما كانت الليرة، قُسّم الشيكل إلى 100 أغورة، ولكن لتمييزها عن الأغورات السابقة، أُطلق عليها اسم "أغورات جديدة".
واجهت عملية الانتقال من الليرة إلى الشيكل انتقادات عديدة. تركزت هذه الانتقادات بشكل أساسي على أن الحفاظ على سرية عملية الانتقال أدى إلى مفاجأة وارتباك كبيرين بين الجمهور. جادل المنتقدون بأنه كان يكفي الحفاظ على سرية تصميم الأوراق النقدية الجديدة فقط لمنع التزوير، دون إخفاء عملية التغيير برمتها. إضافة إلى ذلك، وُجهت انتقادات للحكومة لعدم اغتنامها هذه الفرصة لمكافحة "الأموال السوداء"؛ وهي الأموال النقدية المتداولة التي لم تُدفع الضرائب المستحقة عليها. فقد امتنعت الحكومة عن فرض أي قيود على استبدال الأوراق النقدية القديمة بالجديدة، ولم تطلب أي معلومات حول مصدر الأموال عند عملية الصرف.

## الفئات النقدية

### الفئات الورقية
في البداية صدرت الفئات 1، 5، 10 و50 شيكل، ومع ارتفاع التضخم في الفترة 1981 - 1985 صدرت الأوراق النقدية من الفئات 100، 500، 1,000، 5,000 و10,000 شيكل.
| الفئة       | الحجم     | اللون        | الجهة الأمامية                              | الجهة الخلفية                                                                  | الصورة | الإصدار         | الإلغاء        |
| ----------- | --------- | ------------ | ------------------------------------------- | ------------------------------------------------------------------------------ | ------ | --------------- | -------------- |
| 1 شيكل      | 135X76 مم | بنفسجي       | موسى مونتيفيوري وحي مشكنوت شأنانيم في القدس | باب الخليل                                                                     |        | 24 فبراير، 1980 | 4 سبتمبر، 1986 |
| 5 شيكل      | 141X76 مم | أخضر         | حاييم وايزمان ومكتبة في معهد وايزمان للعلوم | باب العامود                                                                    |        | 24 فبراير، 1980 | 4 سبتمبر، 1986 |
| 10 شيكل     | 147X76 مم | أزرق         | تيودور هرتزل وبوابة الدخول لجبل هرتزل       | باب النبي داود                                                                 |        | 24 فبراير، 1980 | 4 سبتمبر، 1986 |
| 50 شيكل     | 153X76 مم | عاجي وبني    | دافيد بن غوريون ومكتبة في كيبوتس سديه بوكير | باب الرحمة                                                                     |        | 24 فبراير، 1980 | 4 سبتمبر، 1986 |
| 100 شيكل    | 159X76 مم | برتقالي وبني | زئيف جابوتينسكي                             | باب الساهرة                                                                    |        | 11 ديسمبر، 1980 | 4 سبتمبر، 1986 |
| 500 شيكل    | 138X76 مم | أحمر         | إدموند جيمس دي روتشيلد                      | عنقود عنب                                                                      |        | 1 ديسمبر، 1982  | 4 سبتمبر، 1986 |
| 1,000 شبكل  | 138X76 مم | أخضر         | رمبام                                       | طبرية وقبر رمبام                                                               |        | 17 نوفمبر، 1983 | 4 سبتمبر، 1986 |
| 5,000 شيكل  | 138X76 مم | أزرق         | ليفي أشكول                                  | أنبوب الناقل القطري الإسرائيلي وفي الخلفية حقول وأراضي قاحلة                   |        | 9 أغسطس، 1984   | 4 سبتمبر، 1986 |
| 10,000 شيكل | 138X76 مم | برتقالي      | جولدا مائير                                 | غولدا مائير وسط حشد كبير، أمام كنيس يهودي في موسكو، بعد وصول السفير الإسرائيلي |        | 27 نوفمبر، 1984 | 4 سبتمبر، 1986 |

### الفئات المعدنية
| الفئة           | المواصفات | المواصفات | المواصفات                        | الوصف | الوصف  | التاريخ         | التاريخ         |
| الفئة           | القطر     | الوزن     | التركيبة                         | وجه العملة | الصورة | الإصدار         | الإلغاء         |
| --------------- | --------- | --------- | -------------------------------- | --- | ------ | --------------- | --------------- |
| 1 أغورة جديدة   | 15 مم     | 0.6 غم    | 97% الألومنيوم، 3% المغنيسيوم    | شجرة نخلية، "إسرائيل" بالعبرية والعربية |        | 24 فبراير، 1980 | 4 سبتمبر، 1985  |
| 5 أغورات جديدة  | 18.5 مم   | 0.9 غم    | 97% الألومنيوم، 3% المغنيسيوم    | شعار إسرائيل، "إسرائيل" بالإنجليزية، العبرية والعربية                                                                                              |        | 24 فبراير، 1980 | 31 مارس، 1985   |
| 10 أغورات جديدة | 16 مم     | 2.1 غم    | 92% نحاس، 8% نيكل                | ثلاثة ثمرات رمان، شعار الدولة، "إسرائيل" بالإنجليزية، العبرية والعربية                                                                             |        | 24 فبراير، 1980 | 28 فبراير، 1985 |
| 1/2 شيكل        | 20 مم     | 3 غم      | 75% نحاس، 25% نيكل               | أسد يزأر، "إسرائيل" بالإنجليزية، العبرية والعربية، شعار الدولة                                                                                     |        | 24 فبراير، 1980 | 28 فبراير، 1985 |
| 1 شيكل          | 23 مم     | 5 غم      | 75% نحاس، 25% نيكل               | كأس، وفوقه كلمتي "شيكل" و"إسرائيل" بالعبرية |        | 22 يناير، 1981  | 4 سبتمبر، 1985  |
| 5 شيكل          | 24 مم     | 6.1 غم    | 92% نحاس، 6% الألومنيوم، 2% نيكل | قرن الوفرة، شعار الدولة، "إسرائيل" بالعبرية، الإنجليزية والعربية                                                                                   |        | 10 سبتمبر، 1981 | 4 سبتمبر، 1985  |
| 10 شيكل         | 26 مم     | 8 غم      | 75% نحاس، 25% قصدير              | سفينة قديمة، "إسرائيل" بالعبرية، العربية والإنجليزية، شعار الدولة ظهر هذا التصميم فيما بعد على فئة أغورة واحدة من إصدار الشيكل الجديد              |        | 25 فبراير، 1982 | 4 سبتمبر، 1986  |
| 50 شيكل         | 28 مم     | 9 غم      | 92% نحاس، 6% الألومنيوم، 2% نيكل | الثورة اليهودية الكبرى ظهر هذا التصميم فيما بعد على فئة 5 أغورات من إصدار الشيكل الجديد                                                            |        | 8 مارس، 1984    | 4 سبتمبر، 1986  |
| 100 شيكل        | 29 مم     | 10.8 غم   | 75% نحاس، 25% نيكل               | عملة قديمة عليها المنوراه، شعار الدولة، "إسرائيل" بالعبرية، والعربية والإنجليزية ظهر هذا التصميم فيما بعد على فئة 10 أغورات من إصدار الشيكل الجديد |        | 2 مايو، 1984    | 4 سبتمبر، 1986  |